# Arribe-Atallu
Arribe-Atallu est un village situé dans la commune d'Araitz dans la Communauté forale de Navarre, en Espagne. Il est doté du statut de concejo.
Arribe-Atallu est situé dans la zone linguistique bascophone de Navarre.